# Окагі Хаясі
Окагі Хаясі (яп. 林おかぎ; 2 вересня 1909 — 26 квітня 2025) — японська довгожителька вік якої підтверджено Групою геронтологічних досліджень (GRG) та Групою LongeviQuest (LQ). 29 грудня 2024 року після смерті Томіко Ітооки вона стала найстарішою живою людиною в Японії. На момент смерті була 3-ю найстарішою живою людиною у світі, після Іни Канабарро Лукас та Етель Катерхем та була 42 найстарішою підтвердженою людиною у світовій історії. Її вік становив 115 років, 236 днів.

## Біографія
Окагі Хаясі народилася 2 вересня 1909 року в Цумагі (нині місто Токі), Японія.
У 1929 році у віці 20 років вона вийшла заміж за свого вчителя початкової школи. Вони переїхали до префектури Хоккайдо, але згодом повернулися до Токі, Префектура Ґіфу. У пари було 9 дітей (7 синів та 2 доньки).
Вона до 90 років займалася каліграфією. Жила власному будинку до 105 років, після чого вона переїхала до будинку похилих людей.
2 вересня 2019 року її виповнилося 110 років. На той час у неї було 8 живих дітей, 22 внуки, 36 правнуків та 5 праправнуків. У віці 112 років у неї був не поганий зір, вона любила читати газети та грати в головоломки.
Окагі Хаясі померла в Токі, Префектура Ґіфу, Японія, у віці 115 років 236 днів, вона була найстарішою живою людиною в цьому місті. Після її смерті найстарішою живою людиною у Японії стала Міне Кондо, яка рівно на 1 рік менша за неї.

## Рекорди довгожителя
- 12 грудня 2023 року після смерті Фуси Тацумі, Окагі Хаясі стала 8-ю найстарішою живою людиною у світі та стала 2-ю найстарішою живою людиною в Японії, чий вік був підтверджений.
- 22 лютого 2024 року після смерті Едді Чекареллі, Окагі Хаясі стала 7-ю найстарішою живою людиною у світі, чий вік був підтверджений.
- 2 квітня 2024 року після смерті Хуана Вісенте Переса Мори, Елізабет Окагі Хаясі 6-ю найстарішою живою людиною у світі, чий вік був підтверджений.
- 5 квітня 2024 року Окагі Хаясі увійшла до 100 найстаріших підтверджених людей в історії.
- 19 серпня 2024 року, після смерті Марії Браньяс Морери Окагі Хаясі стала 5-ю найстарішою живою людиною у світі.
- 2 вересня 2024 року Окагі Хаясі стала 75-ю людиною в історії та 17-ю в Японії, яка досягла 115-річчя.
- 29 грудня 2024 року, після смерті 116-річної Томіко Ітооки, стала 3-ю найстарішою живою людиною на Землі та найстарішою живою людиною в Японії і Азії.
- 5 лютого 2025 року увійшла до 50 найстаріших людей в історії.